# Giải Quả cầu vàng cho phim ca nhạc hoặc phim hài hay nhất
Giải Quả cầu vàng cho phim ca nhạc hoặc phim hài hay nhất là một trong các giải Quả cầu vàng được Hiệp hội báo chí nước ngoài ở Hollywood trao hàng năm cho phim ca nhạc hoặc phim hài được bầu chọn là hay nhất. Giải này được trao từ năm 1952.

## Chiến thắng và đề cử

### 1951–1957
| Năm  | Phim                            | Đạo diễn                   | Nhà sản xuất                        |
| ---- | ------------------------------- | -------------------------- | ----------------------------------- |
| 1951 | An American in Paris †          | Vincente Minnelli          | Arthur Freed                        |
| 1952 | With A Song In My Heart         | Walter Lang                | Lamar Trotti                        |
| 1952 | Hans Christian Andersen         | Charles Vidor              | Samuel Goldwyn                      |
| 1952 | I'll See You in My Dreams       | Michael Curtiz             | Louis F. Edelman                    |
| 1952 | Singin' in the Rain             | Stanley Donen & Gene Kelly | Arthur Freed                        |
| 1952 | Stars và Stripes Forever        | Henry Koster               | Lamar Trotti                        |
| 1953 | Không được trao giải            | Không được trao giải       | Không được trao giải                |
| 1954 | Carmen Jones                    | Otto Preminger             | Otto Preminger                      |
| 1955 | Guys và Dolls                   | Joseph L. Mankiewicz       | Samuel Goldwyn                      |
| 1956 | The King và I ‡                 | Walter Lang                | Charles Brackett & Darryl F. Zanuck |
| 1956 | Bus Stop                        | Joshua Logan               | Buddy Adler                         |
| 1956 | The Opposite Sex                | David Miller               | Joe Pasternak                       |
| 1956 | The Solid Gold Cadillac         | Richard Quine              | Fred Kohlmar                        |
| 1956 | The Teahouse of the August Moon | Daniel Mann                | Jack Cummings                       |
| 1957 | Les Girls                       | George Cukor               | Saul Chaplin & Sol C. Siegel        |
| 1957 | Don't Go Near the Water         | Charles Walters            | Lawrence Weingarten                 |
| 1957 | Love in the Afternoon           | Billy Wilder               | Billy Wilder                        |
| 1957 | Pal Joey                        | George Sidney              | Fred Kohlmar                        |
| 1957 | Silk Stockings                  | Rouben Mamoulian           | Producer                            |

### 1958–1962
| Năm  | Phim hài               | Đạo diễn                     | Nhà sản xuất                                                  | Phim ca nhạc                              | Đạo diễn                      | Nhà sản xuất                                                      |
| ---- | ---------------------- | ---------------------------- | ------------------------------------------------------------- | ----------------------------------------- | ----------------------------- | ----------------------------------------------------------------- |
| 1958 | Auntie Mame ‡          | Morton DaCosta               | Morton DaCosta                                                | Gigi †                                    | Vincente Minnelli             | Arthur Freed                                                      |
| 1958 | Bell, Book và Candle   | Richard Quine                | Julian Blaustein                                              | Damn Yankees                              | George Abbott & Stanley Donen | George Abbott, Stanley Donen, Robert E. Griffith, & Harold Prince |
| 1958 | Indiscreet             | Stanley Donen                | Norman Krasna                                                 | South Pacific                             | Joshua Logan                  | Buddy Adler                                                       |
| 1958 | Me và the Colonel      | Peter Glenville              | William Goetz                                                 | tom thumb                                 | George Pal                    | George Pal                                                        |
| 1958 | The Perfect Furlough   | Blake Edwards                | Robert Arthur                                                 |                                           |                               |                                                                   |
| 1959 | Some Like It Hot       | Billy Wilder                 | Billy Wilder                                                  | Porgy và Bess                             | Otto Preminger                | Samuel Goldwyn                                                    |
| 1959 | But Not for Me         | Walter Lang                  | William Perlberg & George Seaton                              | The Five Pennies                          | Melville Shavelson            | Jack Rose                                                         |
| 1959 | Operation Petticoat    | Blake Edwards                | Robert Arthur                                                 | Li'l Abner                                | Melvin Frank                  | Norman Panama                                                     |
| 1959 | Pillow Talk            | Michael Gordon               | Ross Hunter & Martin Melcher                                  | A Private's Affair                        | Director                      | Producer                                                          |
| 1959 | Who Was That Lady?     | George Sidney                | Norman Krasna                                                 | Say One for Me                            | Director                      | Producer                                                          |
| 1960 | The Apartment †        | Billy Wilder                 | Billy Wilder                                                  | Song Without End                          | George Cukor & Charles Vidor  | William Goetz                                                     |
| 1960 | The Facts of Life      | Melvin Frank & Norman Panama | Melvin Frank & Norman Panama                                  | Bells Are Ringing                         | Vincente Minnelli             | Arthur Freed                                                      |
| 1960 | The Grass Is Greener   | Stanley Donen                | Stanley Donen & James H. Ware                                 | Can-Can                                   | Walter Lang                   | Saul Chaplin & Jack Cummings                                      |
| 1960 | It Started in Naples   | Melville Shavelson           | Jack Rose                                                     | Let's Make Love                           | George Cukor                  | Jerry Wald                                                        |
| 1960 | Our Man in Havana      | Carol Reed                   | Carol Reed                                                    | Pepe                                      | George Sidney                 | George Sidney                                                     |
| 1961 | A Majority of One      | Mervyn LeRoy                 | Producer                                                      | West Side Story †                         | Jerome Robbins & Robert Wise  | Robert Wise                                                       |
| 1961 | Breakfast at Tiffany's | Blake Edwards                | Martin Jurow & Richard Shepherd                               | Babes in Toyland                          | Jack Donohue                  | Walt Disney                                                       |
| 1961 | One, Two, Three        | Billy Wilder                 | Billy Wilder                                                  | Flower Drum Song                          | Henry Koster                  | Ross Hunter                                                       |
| 1961 | The Parent Trap        | David Swift                  | Walt Disney & George Golitzen                                 |                                           |                               |                                                                   |
| 1961 | Pocketful of Miracles  | Frank Capra                  | Frank Capra                                                   |                                           |                               |                                                                   |
| 1962 | That Touch of Mink     | Delbert Mann                 | Robert Arthur, Martin Melcher, Edward Muhl, & Stanley Shapiro | The Music Man ‡                           | Morton DaCosta                | Morton DaCosta                                                    |
| 1962 | The Best of Enemies    | Director                     | Producer                                                      | Billy Rose's Jumbo                        | Charles Walters               | Martin Melcher & Joe Pasternak                                    |
| 1962 | Boys' Night Out        | Michael Gordon               | Martin Ransohoff                                              | Girls! Girls! Girls!                      | Norman Taurog                 | Hal B. Wallis                                                     |
| 1962 | If a Man Answers       | Henry Levin                  | Ross Hunter                                                   | Gypsy                                     | Mervyn LeRoy                  | Mervyn LeRoy                                                      |
| 1962 | Period of Adjustment   | George Roy Hill              | Lawrence Weingarten                                           | The Wonderful World of the Brothers Grimm | Henry Levin & George Pal      | George Pal                                                        |

### 1963–1969
| Năm  | Phim                                              | Đạo diễn             | Nhà sản xuất                                                                          |
| ---- | ------------------------------------------------- | -------------------- | ------------------------------------------------------------------------------------- |
| 1963 | Tom Jones †                                       | Tony Richardson      | Michael Balcon, Michael Holden, Oscar Lewenstein, & Tony Richardson                   |
| 1963 | Bye Bye Birdie                                    | George Sidney        | Irving Brecher & Michael Stewart                                                      |
| 1963 | Irma la Douce                                     | Billy Wilder         | Edward L. Alperson, I.A.L. Diamond, Doane Harrison, Alexandre Trauner, & Billy Wilder |
| 1963 | It's a Mad, Mad, Mad, Mad World                   | Stanley Kramer       | Stanley Kramer                                                                        |
| 1963 | A Ticklish Affair                                 | Director             | Producer                                                                              |
| 1963 | Under the Yum Yum Tree                            | David Swift          | David Swift                                                                           |
| 1964 | My Fair Lady †                                    | George Cukor         | Jack Warner                                                                           |
| 1964 | Father Goose                                      | Ralph Nelson         | Robert Arthur                                                                         |
| 1964 | Mary Poppins ‡                                    | Robert Stevenson     | Walt Disney & Bill Walsh                                                              |
| 1964 | The Unsinkable Molly Brown                        | Charles Walters      | Lawrence Weingarten                                                                   |
| 1964 | The World of Henry Orient                         | George Roy Hill      | Jerome Hellman                                                                        |
| 1965 | The Sound of Music †                              | Robert Wise          | Robert Wise                                                                           |
| 1965 | Cat Ballou                                        | Elliot Silverstein   | Walter Newman                                                                         |
| 1965 | The Great Race                                    | Blake Edwards        | Martin Jurow                                                                          |
| 1965 | Those Magnificent Men in Their Flying Machines    | Ken Annakin          | Stan Margulies                                                                        |
| 1965 | A Thousand Clowns ‡                               | Fred Coe             | Fred Coe                                                                              |
| 1966 | The Russians Are Coming The Russians Are Coming ‡ | Norman Jewison       | Norman Jewison                                                                        |
| 1966 | A Funny Thing Happened on the Way to the Forum    | Richard Lester       | Melvin Frank                                                                          |
| 1966 | Gambit                                            | Ronald Neame         | Leo L. Fuchs                                                                          |
| 1966 | Not with My Wife, You Don't!                      | Norman Panama        | Norman Panama                                                                         |
| 1966 | You're a Big Boy Now                              | Francis Ford Coppola | Phil Feldman                                                                          |
| 1967 | The Graduate ‡                                    | Mike Nichols         | Joseph E. Levine & Lawrence Turman                                                    |
| 1967 | Camelot                                           | Joshua Logan         | Jack Warner                                                                           |
| 1967 | Doctor Dolittle ‡                                 | Richard Fleischer    | Arthur P. Jacobs                                                                      |
| 1967 | The Taming of the Shrew                           | Franco Zeffirelli    | Producer                                                                              |
| 1967 | Thoroughly Modern Millie                          | George Roy Hill      | Ross Hunter                                                                           |
| 1968 | Oliver! †                                         | Carol Reed           | John Woolf                                                                            |
| 1968 | Finian's Rainbow                                  | Francis Ford Coppola | Joseph Landon                                                                         |
| 1968 | Funny Girl ‡                                      | William Wyler        | Ray Stark                                                                             |
| 1968 | The Odd Couple                                    | Gene Saks            | Howard W. Koch                                                                        |
| 1968 | Yours, Mine và Ours                               | Melville Shavelson   | Robert F. Blumofe                                                                     |
| 1969 | The Secret of Santa Vittoria                      | Stanley Kramer       | George Glass & Stanley Kramer                                                         |
| 1969 | Cactus Flower                                     | Gene Saks            | M.J. Frankovich                                                                       |
| 1969 | Goodbye, Columbus                                 | Larry Peerce         | Stanley R. Jaffe                                                                      |
| 1969 | Hello, Dolly! ‡                                   | Gene Kelly           | Ernest Lehman                                                                         |
| 1969 | Paint Your Wagon                                  | Joshua Logan         | Alan Jay Lerner                                                                       |

### Thập niên 1970
| Năm  | Phim                           | Đạo diễn                   | Nhà sản xuất                                       |
| ---- | ------------------------------ | -------------------------- | -------------------------------------------------- |
| 1970 | MASH ‡                         | Robert Altman              | Ingo Preminger                                     |
| 1970 | Darling Lili                   | Blake Edwards              | Blake Edwards                                      |
| 1970 | Diary of a Mad Housewife       | Frank Perry                | Frank Perry                                        |
| 1970 | Lovers và Other Strangers      | Cy Howard                  | David Susskind                                     |
| 1970 | Scrooge                        | Ronald Neame               | Robert H. Solo                                     |
| 1971 | Fiddler on the Roof ‡          | Norman Jewison             | Norman Jewison                                     |
| 1971 | The Boy Friend                 | Ken Russell                | Harry Benn & Ken Russell                           |
| 1971 | Kotch                          | Jack Lemmon                | Producer                                           |
| 1971 | A New Leaf                     | Elaine May                 | Hillard Elkins                                     |
| 1971 | Plaza Suite                    | Arthur Hiller              | Howard W. Koch                                     |
| 1972 | Cabaret ‡                      | Bob Fosse                  | Cy Feuer                                           |
| 1972 | Avanti!                        | Billy Wilder               | Billy Wilder                                       |
| 1972 | Butterflies Are Free           | Milton Katselas            | M.J. Frankovich                                    |
| 1972 | 1776                           | Peter H. Hunt              | Jack Warner                                        |
| 1972 | Travels with My Aunt           | George Cukor               | James Cresson & Robert Fryer                       |
| 1973 | American Graffiti ‡            | George Lucas               | Francis Ford Coppola & Gary Kurtz                  |
| 1973 | Jesus Christ Superstar         | Norman Jewison             | Norman Jewison, Patrick Palmer, & Robert Stigwood  |
| 1973 | Paper Moon                     | Peter Bogdanovich          | Peter Bogdanovich & Frank Marshall                 |
| 1973 | Tom Sawyer                     | Don Taylor                 | Frank Capra Jr. & Arthur P. Jacobs                 |
| 1973 | A Touch of Class ‡             | Melvin Frank               | Melvink Frank                                      |
| 1974 | The Longest Yard               | Robert Aldrich             | Albert S. Ruddy                                    |
| 1974 | The Front Page                 | Billy Wilder               | Paul Monash                                        |
| 1974 | Harry và Tonto                 | Paul Mazursky              | Paul Mazursky                                      |
| 1974 | The Little Prince              | Stanley Donen              | Stanley Donen                                      |
| 1974 | The Three Musketeers           | Richard Lester             | Alexander Salkind, Ilya Salkind, & Pierre Spengler |
| 1975 | The Sunshine Boys              | Herbert Ross               | Ray Stark                                          |
| 1975 | Funny Lady                     | Herbert Ross               | Ray Stark                                          |
| 1975 | The Return of the Pink Panther | Blake Edwards              | Blake Edwards                                      |
| 1975 | Shampoo                        | Hal Ashby                  | Warren Beatty                                      |
| 1975 | Tommy                          | Ken Russell                | Ken Russell & Robert Stigwood                      |
| 1976 | A Star Is Born                 | Frank Pierson              | Jon Peters                                         |
| 1976 | Bugsy Malone                   | Alan Parker                | Alan Marshall                                      |
| 1976 | The Pink Panther Strikes Again | Blake Edwards              | Blake Edwards                                      |
| 1976 | The Ritz                       | Richard Lester             | Producer                                           |
| 1976 | Silent Movie                   | Mel Brooks                 | Michael Hertzberg                                  |
| 1977 | The Goodbye Girl ‡             | Herbert Ross               | Ray Stark                                          |
| 1977 | Annie Hall †                   | Woody Allen                | Charles H. Joffe                                   |
| 1977 | High Anxiety                   | Mel Brooks                 | Mel Brooks                                         |
| 1977 | New York, New York             | Martin Scorsese            | Robert Chartoff & Irwin Winkler                    |
| 1977 | Saturday Night Fever           | John Badham                | Robert Stigwood                                    |
| 1978 | Heaven Can Wait ‡              | Warren Beatty & Buck Henry | Warren Beatty                                      |
| 1978 | California Suite               | Herbert Ross               | Ray Stark                                          |
| 1978 | Foul Play                      | Colin Higgins              | Edward K. Milkins & Thomas L. Miller               |
| 1978 | Grease                         | Randal Kleiser             | Allan Carr & Robert Stigwood                       |
| 1978 | Movie Movie                    | Stanley Donen              | Stanley Donen                                      |
| 1979 | Breaking Away ‡                | Peter Yates                | Steve Tesich                                       |
| 1979 | Being There                    | Hal Ashby                  | Andrew Braunsberg                                  |
| 1979 | Hair                           | Miloš Forman               | Michael Butler & Lester Persky                     |
| 1979 | The Rose                       | Mark Rydell                | Anthony Ray, Aaron Russo, & Marvin Worth           |
| 1979 | 10                             | Blake Edwards              | Tony Adams & Blake Edwards                         |

### Thập niên 1980
| Năm  | Phim                                | Đạo diễn                                  | Nhà sản xuất                                                  |
| ---- | ----------------------------------- | ----------------------------------------- | ------------------------------------------------------------- |
| 1980 | Coal Miner's Daughter ‡             | Michael Apted                             | Bernard Schwartz                                              |
| 1980 | Airplane!                           | Jim Abrahams, David Zucker & Jerry Zucker | Jon Davison & Howard W. Koch                                  |
| 1980 | Fame                                | Alan Parker                               | David De Silva & Alan Marshall                                |
| 1980 | The Idolmaker                       | Taylor Hackford                           | Gene Kirkwood & Howard W. Koch Jr.                            |
| 1980 | Melvin và Howard                    | Jonathan Demme                            | Art Linson & Don Phillips                                     |
| 1981 | Arthur                              | Steve Gordon                              | Steve Gordon                                                  |
| 1981 | The Four Seasons                    | Alan Alda                                 | Martin Bergman                                                |
| 1981 | Pennies from Heaven                 | Herbert Ross                              | Nora Kaye, Rick McCallum, & Herbert Ross                      |
| 1981 | S.O.B.                              | Blake Edwards                             | Tony Adams & Blake Edwards                                    |
| 1981 | Zoot Suit                           | Luis Valdez                               | Peter Burrell                                                 |
| 1982 | Tootsie ‡                           | Sydney Pollack                            | Sydney Pollack & Dick Richards                                |
| 1982 | The Best Little Whorehouse in Texas | Colin Higgins                             | Robert L. Boyett & Colin Higgins                              |
| 1982 | Diner                               | Barry Levinson                            | Jerry Weintraub                                               |
| 1982 | My Favorite Year                    | Richard Benjamin                          | Michael Gruskoff                                              |
| 1982 | Victor Victoria                     | Blake Edwards                             | Tony Adams & Blake Edwards                                    |
| 1983 | Yentl                               | Barbra Streisand                          | Larry DeWaay, Rusty Lemorande, & Barbra Streisand             |
| 1983 | The Big Chill ‡                     | Lawrence Kasdan                           | Michael Shamberg                                              |
| 1983 | Flashdance                          | Adrian Lyne                               | Jerry Bruckheimer & Don Simpson                               |
| 1983 | Trading Places                      | John Landis                               | George Folsey Jr., Aaron Russo, Irwin Russo, & Sam Williams   |
| 1983 | Zelig                               | Woody Allen                               | Robert Greenhut                                               |
| 1984 | Câu chuyện ngọc lục bảo             | Robert Zemeckis                           | Michael Douglas                                               |
| 1984 | Cảnh sát Beverly Hills              | Martin Brest                              | Jerry Bruckheimer & Don Simpson                               |
| 1984 | Biệt đội săn ma                     | Ivan Reitman                              | Bernie Brillstein & Ivan Reitman                              |
| 1984 | Micki + Maude                       | Blake Edwards                             | Tony Adams, Lou Antonio, Trish Caroselli, & Jonathan D. Krane |
| 1984 | Splash                              | Ron Howard                                | Brian Grazer                                                  |
| 1985 | Prizzi's Honor ‡                    | John Huston                               | John Foreman                                                  |
| 1985 | Trở lại tương lai                   | Robert Zemeckis                           | Neil Canton & Bob Gale                                        |
| 1985 | A Chorus Line                       | Richard Attenborough                      | Cy Feuer                                                      |
| 1985 | Cocoon                              | Ron Howard                                | David Brown & Richard D. Zanuck                               |
| 1985 | The Purple Rose of Cairo            | Woody Allen                               | Robert Greenhut                                               |
| 1986 | Hannah và những chị em của cô ‡     | Woody Allen                               | Robert Greenhut                                               |
| 1986 | Crimes of the Heart                 | Bruce Beresford                           | Freddie Fields                                                |
| 1986 | Down và Out in Beverly Hills        | Paul Mazursky                             | Pato Guzman & Paul Mazursky                                   |
| 1986 | Little Shop of Horrors              | Frank Oz                                  | David Geffen                                                  |
| 1986 | Peggy Sue Got Married               | Francis Ford Coppola                      | Paul R. Gurian                                                |
| 1987 | Hope và Glory ‡                     | John Boorman                              | John Boorman & Michael Dryhurst                               |
| 1987 | Baby Boom                           | Charles Shyer                             | Bruce A. Block & Nancy Meyers                                 |
| 1987 | Broadcast News ‡                    | James L. Brooks                           | James L. Brooks                                               |
| 1987 | Vũ điệu hoang dã                    | Emile Ardolino                            | Linda Gottlieb                                                |
| 1987 | Moonstruck ‡                        | Norman Jewison                            | Norman Jewison                                                |
| 1988 | Working Girl ‡                      | Mike Nichols                              | Douglas Wick                                                  |
| 1988 | Big                                 | Penny Marshall                            | James L. Brooks & Robert Greenhut                             |
| 1988 | A Fish Called Wanda                 | Charles Crichton                          | Michael Shamberg                                              |
| 1988 | Midnight Run                        | Martin Brest                              | Martin Brest                                                  |
| 1988 | Who Framed Roger Rabbit             | Richard Williams & Robert Zemeckis        | Frank Marshall & Robert Watts                                 |
| 1989 | Lái xe cho cô Daisy †               | Bruce Beresford                           | Lili Fini Zanuck & Richard D. Zanuck                          |
| 1989 | Nàng tiên cá                        | Ron Clements & John Musker                | Howard Ashman & John Musker                                   |
| 1989 | Shirley Valentine                   | Lewis Gilbert                             | Lewis Gilbert                                                 |
| 1989 | The War of the Roses                | Danny DeVito                              | James L. Brooks & Arnon Milchan                               |
| 1989 | Khi Harry gặp Sally                 | Rob Reiner                                | Rob Reiner & Andrew Scheinman                                 |

### Thập niên 1990
| Năm  | Phim                                             | Đạo diễn                        | Nhà sản xuất                                                                                  |
| ---- | ------------------------------------------------ | ------------------------------- | --------------------------------------------------------------------------------------------- |
| 1990 | Thẻ xanh                                         | Peter Weir                      | Peter Weir                                                                                    |
| 1990 | Thám tử Dick Tracy                               | Warren Beatty                   | Warren Beatty                                                                                 |
| 1990 | Ghost ‡                                          | Jerry Zucker                    | Steven-Charles Jaffe, Lauren Ray, & Bruce Joel Rubin                                          |
| 1990 | Ở nhà một mình                                   | Chris Columbus                  | John Hughes                                                                                   |
| 1990 | Người đàn bà đẹp                                 | Garry Marshall                  | Laura Ziskin                                                                                  |
| 1991 | Người đẹp và quái vật ‡                          | Gary Trousdale & Kirk Wise      | Don Hahn                                                                                      |
| 1991 | City Slickers                                    | Ron Underwood                   | Billy Crystal & Irby Smith                                                                    |
| 1991 | The Commitments                                  | Alan Parker                     | Lynda Myles & Roger Randall-Cutler                                                            |
| 1991 | The Fisher King                                  | Terry Gilliam                   | Debra Hill, Tony Mark, & Lynda Obst                                                           |
| 1991 | Fried Green Tomatoes                             | Jon Avnet                       | Jon Avnet & Norman Lear                                                                       |
| 1992 | The Player                                       | Robert Altman                   | David Brown, Michael Tolkin, & Nick Wechsler                                                  |
| 1992 | Aladdin                                          | Ron Clements & John Musker      | Ron Clements & John Musker                                                                    |
| 1992 | Enchanted April                                  | Mike Newell                     | Matthew Hamilton, Simon Relph, Ann Scott, & Mark Shivas                                       |
| 1992 | Tuần trăng mật ở Vegas                           | Andrew Bergman                  | Mike Lobell                                                                                   |
| 1992 | Các sơ hành động                                 | Emile Ardolino                  | Scott Rudin & Teri Schwartz                                                                   |
| 1993 | Mrs. Doubtfire                                   | Chris Columbus                  | Producer                                                                                      |
| 1993 | Dave                                             | Ivan Reitman                    | Ivan Reitman & Lauren Shuler-Donner                                                           |
| 1993 | Much Ado About Nothing                           | Kenneth Branagh                 | Kenneth Branagh, Stephen Evans, & David Parfitt                                               |
| 1993 | Sleepless in Seattle                             | Nora Ephron                     | Gary Foster                                                                                   |
| 1993 | Strictly Ballroom                                | Baz Luhrmann                    | Antoinette Albert & Tristram Miall                                                            |
| 1994 | Vua sư tử                                        | Roger Allers & Rob Minkoff      | Don Hahn                                                                                      |
| 1994 | The Adventures of Priscilla, Queen of the Desert | Stephan Elliott                 | Al Clark & Michael Hamlyn                                                                     |
| 1994 | Ed Wood                                          | Tim Burton                      | Tim Burton & Denise Di Novi                                                                   |
| 1994 | Bốn đám cưới và một đám ma ‡                     | Mike Newell                     | Duncan Kenworthy                                                                              |
| 1994 | Quần áo may sẵn                                  | Robert Altman                   | Robert Altman & Scott Bushnell                                                                |
| 1995 | Chú heo chăn cừu ‡                               | Chris Noonan                    | Catherine Barber, Philip Hearnshaw, Bill Miller, George Miller, Doug Mitchell, & Daphne Paris |
| 1995 | The American President                           | Rob Reiner                      | Barbara Maltby, Charles Newirth, Rob Reiner, & Jeffrey Stott                                  |
| 1995 | Giang hồ mê điện ảnh                             | Barry Sonnenfeld                | Danny DeVito, Michael Shamberg, & Stacey Sher                                                 |
| 1995 | Sabrina                                          | Sydney Pollack                  | Sydney Pollack & Scott Rudin                                                                  |
| 1995 | Câu chuyện đồ chơi                               | John Lasseter                   | Bonnie Arnold & Ralph Guggenheim                                                              |
| 1996 | Evita                                            | Alan Parker                     | Alan Parker & Robert Stigwood                                                                 |
| 1996 | The Birdcage                                     | Mike Nichols                    | Marcello Danon, Michele Imperato, Neal Machlis, & Mike Nichols                                |
| 1996 | Sống để yêu                                      | Woody Allen                     | Robert Greenhut                                                                               |
| 1996 | Đi quá xa ‡                                      | Joel Coen                       | Ethan Coen                                                                                    |
| 1996 | Jerry Maguire ‡                                  | Cameron Crowe                   | James L. Brooks, Cameron Crowe, Laurence Mark, & Richard Sakai                                |
| 1997 | Chỉ đến thế mà thôi ‡                            | James L. Brooks                 | Laura Ziskin                                                                                  |
| 1997 | The Full Monty ‡                                 | Peter Cattaneo                  | Uberto Pasolini                                                                               |
| 1997 | Đặc vụ áo đen                                    | Barry Sonnenfeld                | Laurie MacDonald, Walter F. Parkes, & Steven Spielberg                                        |
| 1997 | Đám cưới bạn thân                                | P.J. Hogan                      | Producer                                                                                      |
| 1997 | Đánh lạc hướng                                   | Barry Levinson                  | Barry Levinson & Robert De Niro                                                               |
| 1998 | Shakespeare đang yêu †                           | John Madden                     | Donna Gigliotti, Marc Norman, David Parfitt, Harvey Weinstein, & Edward Zwick                 |
| 1998 | Bulworth                                         | Warren Beatty                   | Warren Beatty & Pieter Jan Brugge                                                             |
| 1998 | Mặt nạ Zorro                                     | Martin Campbell                 | Doug Claybourne & David Foster                                                                |
| 1998 | Bác sĩ Patch Adams                               | Tom Shadyac                     | Mike Farrell, Barry Kemp, Marvin Minoff, & Charles Newirth                                    |
| 1998 | Still Crazy                                      | Brian Gibson                    | Amanda Marmot                                                                                 |
| 1998 | There's Something About Mary                     | Bobby Farrelly & Peter Farrelly | Bobby Farrelly & Peter Farrelly                                                               |
| 1999 | Câu chuyện đồ chơi 2                             | John Lasseter                   | Karen Robert Jackson & Helene Plotkin                                                         |
| 1999 | Analyze This                                     | Harold Ramis                    | Jane Rosenthal & Paula Weinstein                                                              |
| 1999 | Thử làm John Malkovich                           | Spike Jonze                     | Steve Golin, Vincent Landay, Sandy Stern, & Michael Stipe                                     |
| 1999 | Man on the Moon                                  | Miloš Forman                    | Danny DeVito                                                                                  |
| 1999 | Notting Hill                                     | Roger Michell                   | Duncan Kenworthy                                                                              |

### Thập niên 2000
| Năm  | Phim                                           | Đạo diễn                        | Nhà sản xuất                                                                                    |
| ---- | ---------------------------------------------- | ------------------------------- | ----------------------------------------------------------------------------------------------- |
| 2000 | Sắp nổi tiếng                                  | Cameron Crowe                   | Ian Bryce & Cameron Crowe                                                                       |
| 2000 | Giải Nhất                                      | Christopher Guest               | Gordon Mark & Karen Murphy                                                                      |
| 2000 | Phi đội gà bay                                 | Peter Lord & Nick Park          | Peter Lord, Nick Park, & David Sproxton                                                         |
| 2000 | Chocolat ‡                                     | Lasse Hallström                 | Harvey Weinstein                                                                                |
| 2000 | 3 kẻ trốn tù                                   | Joel Coen                       | Tim Bevan, Ethan Coen, & Eric Fellner                                                           |
| 2001 | Cối xay gió đỏ ‡                               | Baz Luhrmann                    | Fred Baron, Martin Brown, & Baz Luhrmann                                                        |
| 2001 | Nhật ký tiểu thư Jones                         | Sharon Maguire                  | Tim Bevan, Jonathan Cavendish, & Eric Fellner                                                   |
| 2001 | Gosford Park ‡                                 | Robert Altman                   | Robert Altman, Bob Balaban, & David Levy                                                        |
| 2001 | Luật sư không bằng cấp                         | Robert Luketic                  | Ric Kidney & Marc E. Platt                                                                      |
| 2001 | Gã chằn tinh tốt bụng                          | Andrew Adamson & Vicky Jenson   | Jeffrey Katzenberg, Aron Warner, & John H. Williams                                             |
| 2002 | Chicago †                                      | Rob Marshall                    | Meryl Poster, Martin Richards, Bob Weinstein, Harvey Weinstein, & Craig Zadan                   |
| 2002 | Trở về tuổi thơ                                | Chris Weitz & Paul Weitz        | Tim Bevan, Robert De Niro, Brad Epstein, Eric Fellner, & Jane Rosenthal                         |
| 2002 | Kịch bản chuyển thể                            | Spike Jonze                     | Jonathan Demme, Vincent Landay, & Edward Saxon                                                  |
| 2002 | Đám cưới tại Hy Lạp                            | Joel Zwick                      | Gary Goetzman, Tom Hanks, & Rita Wilson                                                         |
| 2002 | Nicholas Nickleby                              | Douglas McGrath                 | Simon Channing-Williams, John Hart, & Jeffrey Sharp                                             |
| 2003 | Lạc lối ở Tokyo ‡                              | Sofia Coppola                   | Sofia Coppola & Ross Katz                                                                       |
| 2003 | Sút như Beckham                                | Gurinder Chadha                 | Gurinder Chadha & Deepak Nayar                                                                  |
| 2003 | Cá lớn                                         | Tim Burton                      | Bruce Cohen, Dan Jinks, & Richard D. Zanuck                                                     |
| 2003 | Đi tìm Nemo                                    | Andrew Stanton                  | Graham Walters                                                                                  |
| 2003 | Yêu thực sự                                    | Richard Curtis                  | Tim Bevan, Eric Fellner, & Duncan Kenworthy                                                     |
| 2004 | Bên lề ‡                                       | Alexander Payne                 | Michael London                                                                                  |
| 2004 | Eternal Sunshine of the Spotless Mind          | Michel Gondry                   | Anthony Bregman & Steve Golin                                                                   |
| 2004 | Gia đình siêu nhân                             | Brad Bird                       | John Walker                                                                                     |
| 2004 | Bóng ma trong nhà hát                          | Joel Schumacher                 | Andrew Lloyd Webber                                                                             |
| 2004 | Ray ‡                                          | Taylor Hackford                 | Howard Baldwin, Karen Baldwin, Stuart Benjamin, & Taylor Hackford                               |
| 2005 | Walk the Line                                  | James Mangold                   | James Keach & Cathy Konrad                                                                      |
| 2005 | Mrs. Henderson Presents                        | Stephen Frears                  | Norma Heyman                                                                                    |
| 2005 | Kiêu hãnh và định kiến                         | Joe Wright                      | Tim Bevan, Eric Fellner, & Paul Webster                                                         |
| 2005 | The Producers                                  | Susan Stroman                   | Mel Brooks                                                                                      |
| 2005 | Mồi mực và cá voi                              | Noah Baumbach                   | Wes Anderson                                                                                    |
| 2006 | Giấc mơ danh vọng                              | Bill Condon                     | Laurence Mark                                                                                   |
| 2006 | Tay phóng viên kỳ quái                         | Larry Charles                   | Sacha Baron Cohen & Jay Roach                                                                   |
| 2006 | Yêu nữ thích hàng hiệu                         | David Frankel                   | Wendy Finerman & Karen Rosenfelt                                                                |
| 2006 | Little Miss Sunshine ‡                         | Jonathan Dayton & Valerie Faris | Albert Berger, David T. Friendly, Peter Saraf, Marc Turtletaub, & Ron Yerxa                     |
| 2006 | Thank You for Smoking                          | Jason Reitman                   | Edward R. Pressman & David O. Sacks                                                             |
| 2007 | Sweeney Todd: Gã thợ cạo ma quỷ trên phố Fleet | Tim Burton                      | John Logan, Laurie MacDonald, Walter F. Parkes, & Richard D. Zanuck                             |
| 2007 | Băng qua thế giới                              | Julie Taymor                    | Charles Newirth, Jennifer Todd, & Suzanne Todd                                                  |
| 2007 | Cuộc chiến của Charlie Wilson                  | Mike Nichols                    | Tom Hanks                                                                                       |
| 2007 | Hairspray                                      | Adam Shankman                   | Toby Emmerich, Neil Meron, Marc Shaiman, Adam Shankman, Bob Shaye, Scott Wittman, & Craig Zadan |
| 2007 | Dính bầu ‡                                     | Jason Reitman                   | Lianne Halfon, John Malkovich, Mason Novick, & Russell Smith                                    |
| 2008 | Vicky Cristina Barcelona                       | Woody Allen                     | Letty Aronson, Jaume Roures, Stephen Tenenbaum, & Gareth Wiley                                  |
| 2008 | Đốt sau khi đọc                                | Ethan Coen & Joel Coen          | Ethan Coen & Joel Coen                                                                          |
| 2008 | Yêu đời lên bạn nhé                            | Mike Leigh                      | Simon Channing-Williams                                                                         |
| 2008 | Cặp đôi sát thủ ở Bruges                       | Martin McDonagh                 | Graham Broadbent & Peter Czernin                                                                |
| 2008 | Giai Điệu Hạnh Phúc                            | Phyllida Lloyd                  | Benny Andersson, Judy Craymer, Tom Hanks, Phyllida Lloyd, Björn Ulvaeus, & Rita Wilson          |
| 2009 | Ba chàng ngự lâm                               | Todd Phillips                   | Daniel Goldberg & Todd Phillips                                                                 |
| 2009 | 500 ngày yêu                                   | Marc Webb                       | Mason Novick, Jessica Tuchinsky, Mark Waters, & Steven J. Wolfe                                 |
| 2009 | Đời là rắc rối                                 | Nancy Meyers                    | Nancy Meyers & Scott Rudin                                                                      |
| 2009 | Julie và Julia                                 | Nora Ephron                     | Nora Ephron, Laurence Mark, Amy Robinson, & Eric Steel                                          |
| 2009 | Nine                                           | Rob Marshall                    | John DeLuca, Rob Marshall, Marc Platt, Harvey Weinstein, & Maury Yeston                         |

### Thập niên 2010
| Năm  | Phim                                   | Đạo diễn                         | Sản xuất |
| ---- | -------------------------------------- | -------------------------------- | --- |
| 2010 | Lũ trẻ đều ổn                          | Lisa Cholodenko                  | Gary Gilbert, Jeff Levy-Hinte,Celine Rattray                                                                           |
| 2010 | Alice ở xứ sở thần tiên                | Tim Burton                       | Richard D. Zanuck, Joe Roth, Suzanne Todd, và Jennifer Todd                                                            |
| 2010 | Vũ nữ                                  | Steven Antin                     | Donald De Line |
| 2010 | C.I.A tái xuất                         | Robert Schwentke                 | Lorenzo di Bonaventura và Mark Vahradian                                                                               |
| 2010 | Du khách bí ẩn                         | Florian Henckel von Donnersmarck | Graham King, Timothy Headington, Roger Birnbaum, Gary Barber, và Jonathan Glickman                                     |
| 2011 | Nghệ sĩ                                | Michel Hazanavicius              | Thomas Langmann |
| 2011 | 50/50                                  | Jonathan Levine                  | Evan Goldberg, Ben Karlin, và Seth Rogen                                                                               |
| 2011 | Phù dâu                                | Paul Feig                        | Judd Apatow, Barry Mendel, và Clayton Townsend                                                                         |
| 2011 | Nửa đêm ở Paris                        | Woody Allen                      | Letty Aronson, Jaume Roures, và Stephen Tenenbaum                                                                      |
| 2011 | Một tuần với kiều nữ                   | Simon Curtis                     | David Parfitt và Harvey Weinstein                                                                                      |
| 2012 | Những người khốn khổ                   | Tom Hooper                       | Tim Bevan, Eric Fellner, Debra Hayward, và Cameron Mackintosh                                                          |
| 2012 | Khách sạn diệu kỳ                      | John Madden                      | Graham Broadbent và Peter Czernin                                                                                      |
| 2012 | Moonrise Kingdom                       | Wes Anderson                     | Jeremy Dawson, Scott Rudin, Wes Anderson, và Steven M. Rales                                                           |
| 2012 | Bắt cá hai tay                         | Lasse Hallström                  | Paul Webster |
| 2012 | Tình yêu tìm lại                       | David O. Russell                 | Bruce Cohen và Donna Gigliotti                                                                                         |
| 2013 | Săn tiền kiểu Mỹ                       | David O. Russell                 | Charles Roven, Megan Ellison, Richard Suckle, và Jonathan Gordon                                                       |
| 2013 | Her                                    | Spike Jonze                      | Megan Ellison, Spike Jonze, và Vincent Landay                                                                          |
| 2013 | Inside Llewyn Davis                    | Joel Coen và Ethan Coen          | Scott Rudin, Joel Coen, và Ethan Coen                                                                                  |
| 2013 | Nebraska                               | Alexander Payne                  | Albert Berger và Ron Yerxa                                                                                             |
| 2013 | Sói Già Phố Wall                       | Martin Scorsese                  | Martin Scorsese, Leonardo DiCaprio, Riza Aziz, Emma Tillinger Koskoff, và Joey McFarland                               |
| 2014 | Khách sạn đế vương                     | Wes Anderson                     | Wes Anderson, Jeremy Dawson, Steven M. Rales, và Scott Rudin                                                           |
| 2014 | Birdman                                | Alejandro G. Iñárritu            | Alejandro G. Iñárritu, John Lesher, Arnon Milchan, và James W. Skotchdopole                                            |
| 2014 | Khu rừng cổ tích                       | Rob Marshall                     | Rob Marshall, John DeLuca, Marc Platt, và Callum McDougall                                                             |
| 2014 | Pride                                  | Matthew Warchus                  | David Livingstone |
| 2014 | Bảo mẫu cựu binh                       | Theodore Melfi                   | Fred Roos, Jenno Topping, Peter Chernin, và Theodore Melfi                                                             |
| 2015 | Người về từ Sao Hỏa                    | Ridley Scott                     | Simon Kinberg, Ridley Scott, Michael Schaefer, Aditya Sood, và Mark Huffam                                             |
| 2015 | The Big Short                          | Adam McKay                       | Brad Pitt, Dede Gardner, và Jeremy Kleiner                                                                             |
| 2015 | Joy – Người phụ nữ mang tên "Niềm vui" | David O. Russell                 | John Davis, Megan Ellison, Jonathan Gordon, Ken Mok, và David O. Russell                                               |
| 2015 | Quý bà điệp viên                       | Paul Feig                        | Peter Chernin, Jenno Topping, Paul Feig, và Jessie Henderson                                                           |
| 2015 | Trainwreck                             | Judd Apatow                      | Judd Apatow và Barry Mendel                                                                                            |
| 2016 | Những kẻ khờ mộng mơ                   | Damien Chazelle                  | Fred Berger, Gary Gilbert, Jordan Horowitz, và Marc Platt                                                              |
| 2016 | Phụ nữ thế kỷ 20                       | Mike Mills                       | Anne Carey, Megan Ellison, và Youree Henley                                                                            |
| 2016 | Deadpool                               | Tim Miller                       | Simon Kinberg, Ryan Reynolds, và Lauren Shuler Donner                                                                  |
| 2016 | Florence Foster Jenkins                | Stephen Frears                   | Michael Kuhn và Tracey Seaward                                                                                         |
| 2016 | Âm nhạc đường phố                      | John Carney                      | Anthony Bregman, John Carney, Kevin Scott Frakes, Christian Grass, Martina Niland, Raj Brinder Singh, và Paul Trijbits |
| 2017 | Tuổi nổi loạn                          | Greta Gerwig                     | Scott Rudin, Evelyn O'Neil, và Eli Bush                                                                                |
| 2017 | The Disaster Artist                    | James Franco                     | James Franco, Vince Jolivette, Seth Rogen, Evan Goldberg, và James Weaver                                              |
| 2017 | Trốn thoát                             | Jordan Peele                     | Jordan Peele, Jason Blum, Sean McKittrick, và Edward H. Hamm Jr.                                                       |
| 2017 | Bậc thầy của những ước mơ              | Michael Gracey                   | Laurence Mark, Peter Chernin, và Jenno Topping                                                                         |
| 2017 | I, Tonya                               | Craig Gillespie                  | Margot Robbie, Tom Ackerley, Steven Rogers, và Bryan Unkeless                                                          |
| 2018 | Cẩm nang Xanh                          | Peter Farrelly                   | Jim Burke, Charles B. Wessler, Brian Hayes Currie, Peter Farrelly, và Nick Vallelonga                                  |
| 2018 | Con nhà siêu giàu châu Á               | Jon M. Chu                       | Nina Jacobson, Brad Simpson, và John Penotti                                                                           |
| 2018 | The Favourite                          | Yorgos Lanthimos                 | Ceci Dempsey, Ed Guiney, Lee Magiday, và Yorgos Lanthimos                                                              |
| 2018 | Mary Poppins trở lại                   | Rob Marshall                     | Rob Marshall, John DeLuca, và Marc Platt                                                                               |
| 2018 | Quyền lực trong bóng tối               | Adam McKay                       | Brad Pitt, Dede Gardner, Jeremy Kleiner, Will Ferrell, Adam McKay, và Kevin Messick                                    |
| 2019 | Chuyện ngày xưa ở... Hollywood         | Quentin Tarantino                | David Heyman, Shannon McIntosh và Quentin Tarantino                                                                    |
| 2019 | Tên Tôi Là Dolemite                    | Craig Brewer                     | Eddie Murphy, John Davis và John Fox                                                                                   |
| 2019 | Jojo Rabbit                            | Taika Waititi                    | Carthew Neal, Taika Waititi và Chelsea Winstanley                                                                      |
| 2019 | Kẻ đâm lén                             | Rian Johnson                     | Ram Bergman và Rian Johnson                                                                                            |
| 2019 | Người hỏa tiễn                         | Dexter Fletcher                  | Adam Bohling, David Furnish, David Reid và Matthew Vaughn                                                              |

### Thập niên 2020
| Năm  | Phim | Đạo diễn      | Sản xuất                                                                                 |
| ---- | --- | ------------- | ---------------------------------------------------------------------------------------- |
| 2020 | Borat Subsequent Moviefilm: Delivery of Prodigious Bribe to American Regime for Make Benefit Once Glorious Nation of Kazakhstan | Jason Woliner | Sacha Baron Cohen, Monica Levinson, Anthony Hines                                        |
| 2020 | Hamilton | Thomas Kail   | Thomas Kail, Lin-Manuel Miranda, Jeffrey Seller                                          |
| 2020 | Music | Sia           | Sia, Vincent Landay                                                                      |
| 2020 | Palm Springs: Mở mắt thấy hôm qua                                                                                               | Max Barbakow  | Chris Parker, Andy Samberg, Akiva Schaffer, Dylan Sellers, Becky Sloviter, Jorma Taccone |
| 2020 | The Prom: Vũ hội tốt nghiệp | Ryan Murphy   | Ryan Murphy, Alexis Martin Woodall, Adam Anders, Dori Berenstein, Bill Damaschke         |
| 2021 | Chờ trao giải |               |                                                                                          |
| 2021 | |               |                                                                                          |
| 2021 | |               |                                                                                          |
| 2021 | |               |                                                                                          |
| 2021 | |               |                                                                                          |
| 2022 | Chờ trao giải |               |                                                                                          |
| 2022 | |               |                                                                                          |
| 2022 | |               |                                                                                          |
| 2022 | |               |                                                                                          |
| 2022 | |               |                                                                                          |
| 2023 | Chờ trao giải |               |                                                                                          |
| 2023 | |               |                                                                                          |
| 2023 | |               |                                                                                          |
| 2023 | |               |                                                                                          |
| 2023 | |               |                                                                                          |
| 2024 | Chờ trao giải |               |                                                                                          |
| 2024 | |               |                                                                                          |
| 2024 | |               |                                                                                          |
| 2024 | |               |                                                                                          |
| 2024 | |               |                                                                                          |
| 2025 | Chờ trao giải |               |                                                                                          |
| 2025 | |               |                                                                                          |
| 2025 | |               |                                                                                          |
| 2025 | |               |                                                                                          |
| 2025 | |               |                                                                                          |
| 2026 | Chờ trao giải |               |                                                                                          |
| 2026 | |               |                                                                                          |
| 2026 | |               |                                                                                          |
| 2026 | |               |                                                                                          |
| 2026 | |               |                                                                                          |
| 2027 | Chờ trao giải |               |                                                                                          |
| 2027 | |               |                                                                                          |
| 2027 | |               |                                                                                          |
| 2027 | |               |                                                                                          |
| 2027 | |               |                                                                                          |
| 2028 | Chờ trao giải |               |                                                                                          |
| 2028 | |               |                                                                                          |
| 2028 | |               |                                                                                          |
| 2028 | |               |                                                                                          |
| 2028 | |               |                                                                                          |
| 2029 | Chờ trao giải |               |                                                                                          |
| 2029 | |               |                                                                                          |
| 2029 | |               |                                                                                          |
| 2029 | |               |                                                                                          |
| 2029 | |               |                                                                                          |